# Mary Parker Follett
Mary Parker Follett (3 tháng 9 năm 1868 – 18 tháng 12 năm 1933) là nhân viên xã hội, tư vấn quản lý và tiên phong trong lĩnh vực lý thuyết tổ chức và hành vi tổ chức. Cùng với Lillian Gilbreth, Mary Parker Follett là một trong hai người phụ nữ có kinh nghiệm quản lý tuyệt vời trong những ngày đầu của lý thuyết quản lý cổ điển. Follett được biết đến như là "Mẹ đẻ của khoa học quản trị hiện đại".